# Formatie van Appelscha
De Formatie van Appelscha of Appelscha Formatie (sic, afkorting: AP) is een geologische formatie in de ondergrond van het noorden en oosten van Nederland. De formatie is genoemd naar Appelscha in Friesland en bestaat uit fluviatiel zand en grind uit het Bavelien en Vroeg-Cromerien (1,03 tot 0,6 miljoen jaar oud, Vroeg en Midden Pleistoceen; preglaciaal). De formatie komt nauwelijks aan het oppervlak, behalve op plaatsen waar de ondergrond door gletsjers in het Saalien of Elsterien is opgestuwd tot stuwwallen of waar zoutdiapieren de sedimenten van onderen omhoog gedrukt hebben.

## Lithologie
De Formatie van Appelscha bestaat uit pakketten zand en grind, met uiteenlopende korrelgroottes, van matig fijn zand tot zeer grof grind. Soms komen dunne laagjes klei of leem voor. De klasten zijn afkomstig uit brongebieden in Centraal-Europa, zoals het Thüringer Woud, en aangevoerd door een verdwenen rivierloop die de Eridanos wordt genoemd.
In de formatie wordt één laagpakket onderscheiden: het Laagpakket van Weerdinge, dat bestaat uit grof zand.

## Stratigrafie
De Formatie van Appelscha ligt boven op de (oudere) Lagen van Hattem, die behoren tot de Formatie van Peize. Deze formatie bestaat uit eveneens uit het oosten aangevoerd fluviatiel zand en grind bevat. Het onderscheid tussen de twee formaties wordt gemaakt op mineraalinhoud. Het brongebied van de sedimenten uit de Formatie van Peize (het Baltisch gebied) lag bovendien noordelijker dan dat van die uit de Formatie van Appelscha.
Meestal ligt de formatie onder de jongere, eveneens fluviatiele formaties van Urk en Sterksel, waarvan het sediment een zuidelijkere oorsprong heeft en werd aangevoerd door de Rijn.
De Formatie van Appelscha komt overeen met de Yarmouth Roads Formatie in de ondergrond van de Noordzee.

## Relatie met niet meer gebruikte eenheden
Deze formatie komt gedeeltelijk in de plaats van de Formatie van Enschede. De Lagen van Hattem die vroeger tot de Formatie van Enschedé werden gerekend, zijn nu bij de onderliggende Formatie van Peize ingedeeld. Verder worden de afzettingen uit de vroegere Mengzone die tot de Formatie van Urk behoorden nu als Laagpakket van Weerdinge bij de Formatie van Appelscha ingedeeld.